# Isla Jamestown
La isla [de] Jamestown (en inglés: Jamestown Island) es una pequeña isla fluvial de los Estados Unidos de 632 ha localizada en la ribera septentrional del río James, en Virginia, parte del condado de James City. Se encuentra fuera de la punta Glasshouse, a la que está conectada a través de una calzada elevada (causeway). Gran parte de la isla son humedales, incluyendo tanto pantanos como marismas.
En 1607, la isla de Jamestown (entonces una península) se convirtió en el sitio elegido para fundar el asentamiento de Jamestown, el primer asentamiento permanente inglés en las Américas. La ciudad estuvo habitada hasta 1699, cuando fue abandonado en favor de un nuevo sitio en Williamsburg. A principios del siglo XX, el istmo que unía la península con la punta Glasshouse ya se había erosionado, por lo que ahora es propiamente una isla.
Actualmente, la mayor parte de la isla es una parte del parque histórico nacional Colonial (Colonial National Historical Park), un parque establecido en 1930 que protege e interpreta varios sitios relacionados con la Colonia de Virginia y la historia de los Estados Unidos, que van desde el lugar del primer desembarco de los colonos ingleses que se asentarían en Jamestown, a los campos de batalla de Yorktown, donde el ejército británico fue finalmente derrotado en la Guerra Revolucionaria Norteamericana.